# 三田五瀬
三田 五瀬（みた の いつせ、生没年不詳）は、奈良時代の人物。姓は首。大和国忍海郡の人。

## 出自
三田氏は『新撰姓氏録』左京諸蕃下によると、任那の王「賀羅賀室王」の子孫とされ、朝鮮半島系の渡来氏族であるとされている。屯田の管理を担当した伴造氏族と推定され、大和国忍海郡（奈良県葛城市新庄町南部と御所市の一部）と、豊前国に分布している。『続日本紀』には、神護景雲4年（770年）5月17日条に、三田毗登家麻呂ら4人が「道田」連を氏姓されたという記事が見える。ほかにも、藤原広嗣の乱関連の人物で、三田兄人・三田塩籠の名が見られる。

## 記録
『続日本紀』文武朝の大宝元年（701年）8月の記述に、「是より先」（=大宝建元のきっかけとなった3月21日の対馬国からの貢金のこと）、大伴御行により対馬に派遣され、黄金を冶成した功績により、正六位上を授与され、封50戸、田10町、さらに絁・綿・布・鍬を与えられ、雑戸を免じられた、とあり、さらに、『続日本紀』の史料とされた『年代暦』から引用された同条の注によると、五瀬は詐欺をはたらき、大伴御行が欺かれたと記されている。
上記の記事から、造兵司または鍛冶司に属する精錬技術を有した鍛戸であったものと推定される。